# ميجامتر
ميجامتر واحدة لقياس الأطوال تساوي مليون متر.
تعبر السابقة ميجا دائما عن عدد من الوحدات يساوي مليون وحدة أي متر في هذه الحالة .